# Myrmarachne natalica
Myrmarachne natalica là một loài nhện trong họ Salticidae.
Loài này thuộc chi Myrmarachne. Myrmarachne natalica được Roger de Lessert miêu tả năm 1925.